# 圣杯之役
《非洲时刻》（英語：Waka Waka），是一首由哥伦比亚歌手夏奇拉与南非乐队清新土地共同演唱的歌曲。

## 简介
「Waka」是非洲斯瓦希里語詞彙，有火焰、閃耀之意。它是2010年世界杯足球赛的官方歌曲，有英語和西班牙語兩個版本，英語版為《Waka Waka (This Time for Africa)》，西班牙語版為《Waka Waka (Esto es África)》。副歌部分取自1986年間由喀麥隆Makossa樂團Golden Sounds所演唱並在非洲爆紅的Zangaléwa（或 Zamina），因為大多成員是前喀麥隆軍隊出身，所以他們總是穿著軍裝跟誇張的裝扮還會跳起舞蹈，歌詞內容是讚揚於第二次世界大戰期間的非洲散兵，這首歌到現今仍是非洲當地的人氣曲目。Makossa 是一種源自喀麥隆當地的音樂類型，以民族舞蹈音樂為基底加入吉他、管樂器、手風琴等，帶有搖擺風格。
这首歌于5月11日发行电子版，尽管这首歌在许多国家都成为了榜上热曲，但其依然收到了褒贬不一的评价。
这首歌後来被收录在《聆听世界杯：2010世界杯足球赛全球唯一官方指定专辑》之中，亦于5月31日发行。 "Waka Waka"首先由原唱夏奇拉及鮮蘑樂團在6月10日時於南非索韦托演出。本曲亦於6月11日南非對墨西哥的開幕戰前的開幕大典上，以及7月11日的閉幕式上演出。